# أبراج السيف
أبراج السيف هي مجموعة من 3 أبراج سكنية تقعُ في بحيرة الجميرا في دبي. تم الانتهاء من بناء أبراج السيف في عام 2008.

## الأبراج
يتألّف مشروع أبراج السيف برجين سكنيين يحملان اسم السيف 2 والسيف 3، إلى جانب برج مُتعدد الاستخدامات يُطلق عليه اسم برج تمويل. يتكوّن برج السيف 2 من 40 طابقًا ويبلغ ارتفاعه 179 مترًا، بينما يتكوّن برجي السيف 3 وتمويل من 35 طابقًا ويبلغ ارتفاع كل منهما 160 مترًا.
| مرتبة | الاسم       | الارتفاع متر (قدم) | عدد الطوابق | مُلاحظات |
| ----- | ----------- | ------------------ | ----------- | ------- |
| 1     | برج السيف 2 | 160 (525)          | 40          |         |
| 2 =   | برج السيف 3 | 179 (587)          | 35          |         |
| 2 =   | برج تمويل   | 160 (525)          | 35          |         |

تمتاز الأبراج بموقعها الاستراتيجي بالقرب من المواصلات العامة وتتضمن المواصلات القريبة من البرج:
- موقف باصات برج الثريا
- برج شذى
- موقف باصات فندق لو ميريديان

- محطة مترو داماك العقارية
- مركز دبي للسلع المتعددة
- محطة مترو مدينة دبي للإنترنت

- محطة ترام الميناء السياحي
- مدينة دبي للإعلام
- محطة ترام نخلة جميرا

## حريق 2012
في الساعة 1:30 من صباح يوم 18 نوفمبر 2012، اندلع حريق في برج تمويل، مما أدى إلى إخلاء المبنى مؤقتًا. وثبت فيما بعد أن الحريق قد اندلع بعقب سيجارة. أصبح المبنى غير صالح للسكن بسبب الحريق، ومن المتوقع إعادة بنائه بتكلفة 78 مليون درهم إماراتي. اعتبارًا من نوفمبر 2014، لم يبدأ العمل بعد.

## وصلات خارجية
- إمبوريس